# Amphioplus hexabrachiatus
Amphioplus hexabrachiatus is een slangster uit de familie Amphiuridae.
De wetenschappelijke naam van de soort werd in 2003 gepubliceerd door Sabine Stöhr.